# The Second String
The Second String è un cortometraggio muto del 1915 scritto e diretto da Frank Wilson.

## Trama
Il fratello di un suicida vince una gara, così da rovinare la donna responsabile del suo gesto.

## Produzione
Il film fu prodotto dalla Hepworth.

## Distribuzione
Distribuito dalla Hepworth, il film - un cortometraggio in tre bobine - uscì nelle sale cinematografiche britanniche nel luglio 1915.
Fu distrutto nel 1924 dallo stesso produttore, Cecil M. Hepworth. Fallito, in gravissime difficoltà finanziarie, Hepworth pensò in questo modo di poter almeno recuperare il nitrato d'argento della pellicola.